# Mikroskopisk kolit
Mikroskopisk kolit är en inflammation i tjocktarmens slemhinna, kolit. Det främsta symtomet är kronisk diarré som vanligen är vattnig och som ibland även kan vara blodig. Namnet kommer från att mikroskopiundersökning av ett vävnadsprov från tjocktarmen krävs för att ställa diagnosen, medan utseendet är normalt vid undersökning av tarmen med fiberoptisk kamera.
Det finns flera undergrupper av sjukdomen, varav kollagen och lymfocytär kolit är de vanligaste. Som regel är lymfocytär kolit mer lättbehandlad. I Sverige har ungefär 0,12% av befolkningen sjukdomen. Sjukdomen är vanligast bland kvinnor i 60-70-årsåldern. Orsaken till sjukdomen är okänd, men en abnormal immunologisk reaktion mot ämnen i tarminnehållet tros spela en roll.
Behandlingen består främst av kortisonpreparatet budesonid, som dämpar inflammationen och därigenom lindrar diarrén. Till skillnad från inflammatorisk tarmsjukdom (IBD) tror man inte att mikroskopisk kolit ökar risken för tjocktarmscancer.